# Alan Tyrer
Alan Tyrer (Liverpool, 8 dicembre 1942 – Middlesbrough, gennaio 2008) è stato un calciatore inglese, di ruolo centrocampista.

## Carriera
Dopo aver giocato nelle giovanili dell'Everton ha esordito nella prima squadra delle Toffees (e quindi contestualmente anche tra i professionisti) durante la stagione 1959-1960, nella quale, non ancora maggiorenne, ha segnato una rete in 4 presenze nella prima divisione inglese; l'anno seguente è invece andato in rete in un'ulteriore occasione, giocando 3 partite, mentre nella stagione 1961-1962 ha giocato 2 partite (le sue ultime in carriera in prima divisione) senza mai segnare, trascorrendo comunque in squadra anche la stagione 1962-1963, nella quale non è però appunto mai sceso in campo in incontri di campionato. Nell'estate del 1963 è stato ceduto al Mansfield Town, club di terza divisione, con cui ha trascorso due stagioni in questa categoria con un bilancio totale di 41 presenze e 5 reti in partite di campionato; successivamente, tra il 1965 ed il 1967 ha fatto parte della rosa dell'Arsenal, club di prima divisione, con cui non è però mai sceso in campo in incontri di campionato. Infine, nel 1968, all'età di 26 anni, dopo una stagione trascorsa al Bury (3 presenzein seconda divisione) è sceso in quarta divisione al Workington: in questo club ha trascorso tutto il resto della sua carriera (si è ritirato nel 1976, all'età di 34 anni), disputando nell'arco di otto campionati di quarta divisione un totale di 243 partite, con 18 reti segnate.
In carriera ha totalizzato complessivamente 296 presenze e 25 reti nei campionati della Football League.

## Palmarès

### Club

#### Competizioni nazionali
- Campionato inglese: 1

Everton: 1962-1963